# Dosette de café
Le café en dosette, appelé aussi café encapsulé dans une de ses variantes, est une des solutions utilisées pour commercialiser le café, constituant à le vendre dans un emballage (capsule ou dosette souple) qui s'adapte à la machine à café.

## Histoire
Ces produits sont relativement récents : 
D'abord prévu pour les percolateurs standards (diamètre de 44 mm) l'E.S.E., inventé et breveté par Illycaffè en 1972 puis distribué et protégé par un consortium en 1998, par Briel, Euromatik, Girmi, illycaffè, Little Italy, SGL et Unic.
Puis en dosettes papier  ou en capsules métalliques : par Nespresso, Lavazza en 1989, puis en 2001 avec Senseo (diamètre 66 mm) de Philips.

## Trois familles distinctes

### Dosettes souples
De type Senseo, principalement, pour un rendu qualité « filtre » (pression 3 bar, mouture normale non tassée).

### Dosettes dures
De type 123Spresso et Easy Serving Espresso (E.S.E.), pour un rendu « expresso » (pression + de 9 bars et mouture fine tassée).

### Capsules rigides
De type Nespresso, Agga, Iperexpresso, Dasifreres..., pour un rendu « expresso » également.
Une variante de ce type d'emballage est le « sachet à café ».

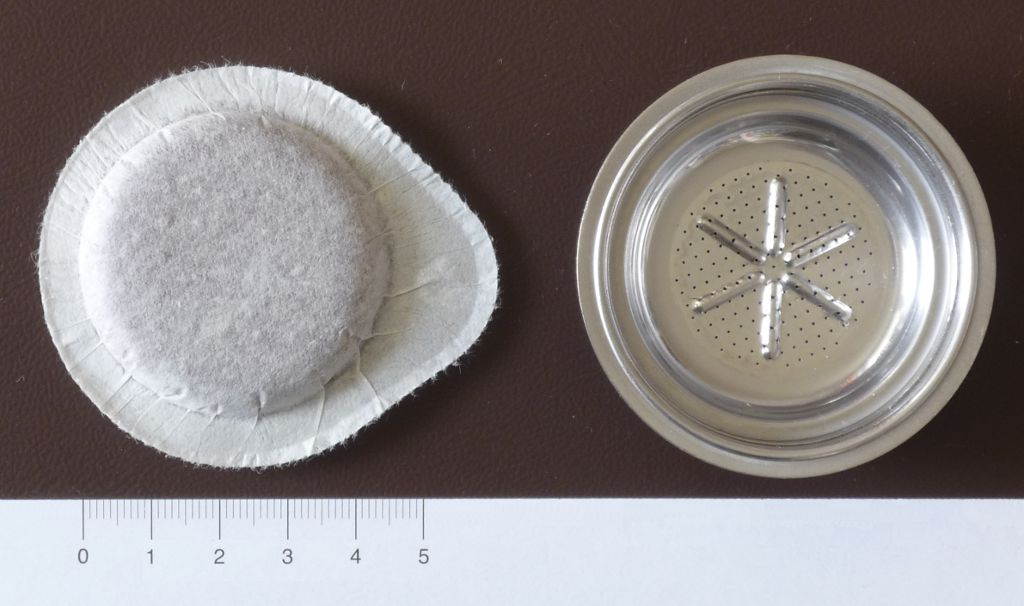
Dosette E.S.E. (rigide, 44 mm) pour perco standard ou avec un porte filtre adapté.
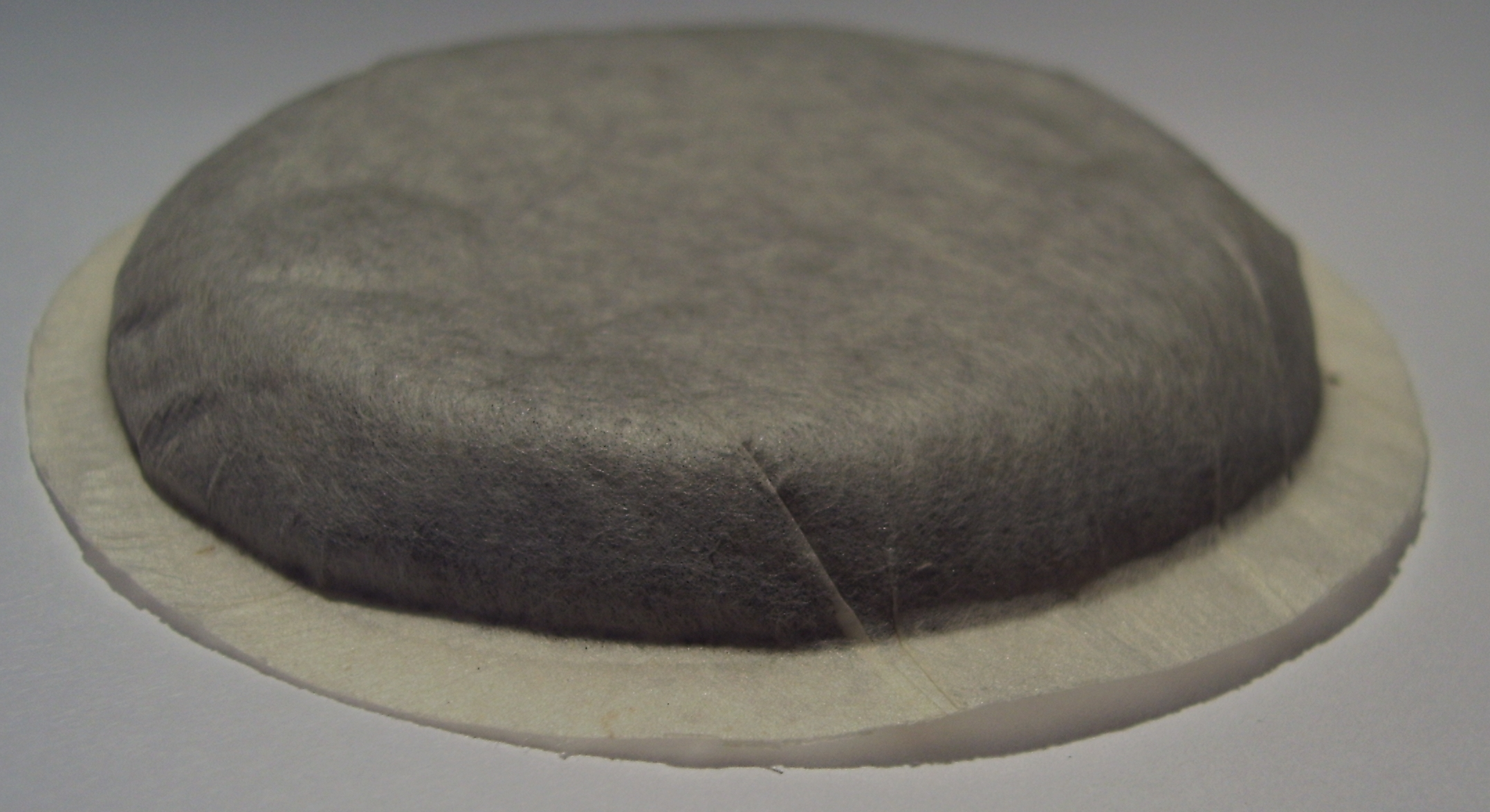
Dosette Senseo (souple, 63 mm).
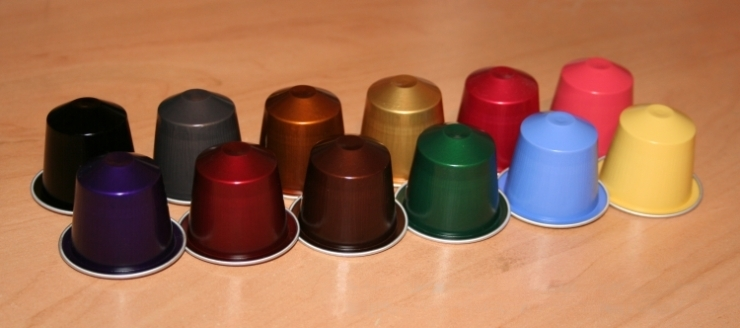
Capsules métalliques Nespresso.

## Intérêts et limites

### Intérêts
Le café est bien dosé et bien conservé, surtout pour les capsules métalliques. Certains produits ont en plus une image de produit de luxe, véhiculée par des campagnes de publicité l'ayant présenté comme un produit de prestige.
Il permet de s'adapter au goût des consommateurs un par un.

### Limites
Certains produits souffrent des limites de tout produit en dose unitaire, en particulier le suremballage lié à la nature même du produit et générant une pollution et une consommation de matériaux supplémentaires, difficilement recyclable et recyclé quand il s'agit de métal (capsule en aluminium), ou pouvant être composté quand il s'agit de papier filtre. 
D'autre part, une tasse de café préparé à l'aide de dosettes est nettement plus onéreuse que la même préparée à l'aide de café moulu (5 à 7 grammes vendus plus de 30 centimes, soit trois à cinq fois supérieur à celui d’un kilogramme vendu en vrac). 
De plus, certaines dosettes imposent l'usage d'une machine dédiée, qui elle-même n'accepte qu'un seul modèle de dosette ; 
D'autres, comme l'E.S.E., sont soumises à un standard « ouvert » et sont adaptables à toutes les machines acceptant du café moulu (dont les percolateurs professionnels). 
Enfin, les capsules de café contiennent quatre fois plus de furanes (substances potentiellement cancérigènes) que le café en poudre classique, tout en respectant le DL50. Les furanes, produits volatils apparaissant à la torréfaction du café, ne peuvent en effet s'évaporer de la capsule hermétiquement fermée.